# Asymilacja fosforu
Asymilacja fosforu – proces pobierania i włączania do związków organicznych nieorganicznych form fosforu obecnych w środowisku życia organizmów. W efekcie powstają związki takie jak: nukleotydy, fosfolipidy, fosforany węglowodanów. Fosfor jest jednym z makroelementów. Jego zawartość może w suchej masie roślin wynosi około 0,2%.

## Asymilacja fosforu u roślin

### Pobieranie związków fosforu z gleby
Zawartość związków fosforu w glebie może być znaczna, jednak ponad 80% tych związków stanowią formy nieprzyswajalne dla roślin. Forma fosforu pobierana przez roślinę zależy od pH gleby. Może być to H3PO4, H2PO4- lub HPO42-. Przy pH 6,0 większościowy fosforu pobieranego przez roślinę stanowią jony H2PO4-. Jony te aktywnie są przenoszone przez błonę komórkowa do wnętrza komórki przez białka transportowe prawdopodobnie z jednoczesnym wydzieleniem protonu na zewnątrz. Wyniki badań wskazują, że istnieje kilka różnych białek przenoszących Pi. Przeniesienie fosforanu do chloroplastów zapewnia przenośnik białkowy nazywany przenośnikiem fosforanowym. Białko to stanowi około 10-15% wszystkich białek osłonki chloroplastu i przenosząc fosforan z cytozolu do chloroplastu jednocześnie transportuje na zewnątrz wytwarzane w chloroplaście fosfotriozy. Do mitochondriów Pi przenoszony jest również przez przenośnik na drodze antyportu z jonem OH-.

### Synteza związków organicznych
Podstawowym sposobem włączania fosforu w związki organiczne jest synteza ATP. Nieorganiczny fosfor (Pi) przyłączany jest do ADP, tworząc ester fosforanowy. Synteza ATP w komórce roślinnej zachodzi w mitochondriach, gdzie w wyniku utleniania NADH powstaje gradient protonowy w poprzek wewnętrznej błony mitochondrialnej. Gradient elektrochemiczny wykorzystuje syntaza ATP katalizująca reakcję syntezy ATP z ADP i Pi. Szereg reakcji prowadzących do powstania ATP w mitochondriach określa się jako fosforylacja oksydacyjna. Drugim miejscem syntezy ATP są chloroplasty, gdzie na świetle zachodzą reakcje fosforylacji fotosyntetycznej. Do wytwarzania organicznych związków fosforu z użyciu nieorganicznego fosforu dochodzi także w cytozolu w jednej z reakcji glikolizy. Dehydrogenazy aldehydu 3-fosfoglicerynowego przyłącza Pi do aldehydu 3-fosfoglicerynowego. Produktem reakcji jest 1,3-bisfosfoglicerynian.
Grupa fosforanowa z ATP może być przekazywana na kolejne związki organiczne w reakcjach fosforylacji. W ten sposób powstają pozostałe organiczne związki fosforu obecne w komórce roślinnej.